# Skovfyr
Skovfyr (Pinus sylvestris L.) er et op til 30 meter højt nåletræ, der findes i nåleskove, fortrinsvis på tør og mager bund. Den findes spredt over det meste af Danmark og er hjemmehørende, selvom den i dag kun findes dyrket eller forvildet i Danmark. Skovfyren genkendes let på sin kombination af relativt korte, blågrønne nåle og orange-rød bark. Træet er et lystræ, dvs. kræver meget lys og ikke selv skygger særlig meget. Træet kan blive flere hundrede år gammelt, normalt 150-300 år, med de ældste dokumenterede eksemplarer (i Sverige og Norge) på godt over 700 år. I Sogndal blev der i 2009 fundet frisk ved i fyrretræer, som døde for snart 700 år siden. Når fyrretræer dør, afgiver de harpiks, der virker konserverende, og også blev benyttet til mumificering i det gamle Egypten. Dermed har fyrretræerne modstået nedbrydning, til trods for det fugtige klima i Sogndal. Mange af de daterede træstammer viste sig at have spiret i det tidlige 1200-tal og levet i over hundrede år, inden de døde omkring 1350.

## Beskrivelse
Skovfyr er et stedsegrønt nåletræ med en karakteristisk lige stamme, hvoraf den nederste del som regel er grenløs. Vækstformen er kegleformet, senere dog mere paraply- eller skærmagtig og ofte asymetrisk. Hovedgrenene er først vandrette og kransstillede, senere krogede og overhængende. Barken er først lysegrøn og skællet, så grålig og ru, og til sidst opsprækket og dybt furet. Med alderen bliver barken foroven på stammen lidt skællet og næsten glat, rødgul til orangerød.
Knopperne er cylindriske og brunrøde. De er overtrukket med hvidlig harpiks. Nålene sidder parvist på små kortskud, som igen sidder spredt langs langskuddet. Nålene er korte, stive og blågrønne. Bestøvningen sker i maj-juni. Den hunlige kogle er gråbrun og bredt kegleformet. Frøene modner først 2 år efter bestøvning og spirer villigt (især på råjord).
Hovedrødderne er svære, og de når langt ned og er godt forgrenede. De meget højtliggende smårødder er helt filtagtige.
Højde x bredde og årlig tilvækst: 25 × 6 m (30 × 15 cm/år).

### Forveksling
Skovfyr kan ikke forveksles med andre nåletræer. Der findes dog over 100 sorter af fyrretræ, som kan være svære at skelne fra hinanden.

## Voksested
Arten er udbredt i næsten hele Europa og har en varietet i det nordlige Kina og det østlige Sibirien (Pinus sylvestris var. mongolica), og en anden varietet på Balkan-halvøen og i det nordlige Tyrkiet (Pinus sylvestris var. hamata).
Skovfyr vokser på den magreste jord i egne med mindst nedbør i Danmark. Her har træet dannet blandede skove med Vorte-Birk (Betula pendula), Bævre-Asp (Populus tremula) og Vinter-Eg (Quercus petraea). Det er almindeligt udplantet i disse blandede bestande.
Skovfyr kan vokse på næsten al slags jord, men bliver ofte udkonkurreret af andre arter på kraftig jord. De oprindelige danske bestande er for længst udryddet, og de nuværende træer stammer fra norske eller skotske frøkilder. En betydelige forekomst af sådanne kan f.eks. ses i Tisvilde Hegn og tilhørende Asserbo Plantage.

## Anvendelser
Veddet af skovfyr er let at bearbejde og derfor meget brugt. Skovfyr har en lysgennemtrængelig krone og tåler vind. Den tåler kun beskæring i ung alder. Træet kan anvendes som spredt indblanding i læplantninger og den indre del af vildtplantninger samt i skovbryn i blanding med løvtræ.
Dets nåle er mulddannende. Frøene ædes af fugle, mus og egern.
Ved beskadigelse frigiver grene og stammer en balsam kaldet terpentin bestående af harpiksstoffer opløst i æterisk olie, så kaldt terpentinolie.

### Som lægeplante
De anvendte dele er primært de unge skud samt den dampdestillerede æteriske olie fra friske nåle, skudspidser og unge grene (fyrrenåleolien). Fyrreskud indeholder C-vitamin og bitterstoffer.
Der findes en række historiske henvisninger til folkemedicinsk brug af skovfyr i Danmark. Harpiksholdige fyrrespåner eller fyrreknaster blev i Jylland sat på brændevin og drukket mod kolik. På Fyn dryssede man ormemel fra gammelt fyrreved i brandsår. Generelt over hele landet har man brugt at lave te på knopperne mod skørbug og hoste. Dampdestillat af nåle og unge skud (fyrrenåleolie) har været hældt i kogende vand, hvorefter man indåndede dampene mod kighoste og anden hoste samt mod forskellige former for halsbesvær.
Skud og nåleolie har antimikrobiel effekt og kan anvendes indvortes mod betændelsestilstande i mund og svælg. Dråber af ekstrakt eller olie kan tilsættes varmt vand og inhaleres med vanddampen. Udvortes kan nåleolie eller ekstrakt af fyrreskud anvendes i salver mod gigtlidelser og nervesmerter (neuralgi).

## Naturlige fjender
Træet angribes af en bladpletsvamp, Fyrrens sprækkesvamp, som fremkalder for tidligt nålefald.
Fyrreskud-viklerens larver fremkalder hængende, slappe skud.
- Skovfyr på heden i Skotland.
- Skovfyr kogle
- Ung skovfyr

| Portal | Portal:Botanik |

## Eksterne links
- Træer og buske til skovbryn, læhegn og vildtplantninger Arkiveret 18. juni 2003 hos  Wayback Machine
- Skovfyr – trae.dk
- Arne og Anna-Lena Anderberg: Den virtuella floran, Naturhistoriska riksmuseet (svensk)
- Naturbasen - Billeder og udbredelse i Danmark af Skovfyr